# Nineve
För andra betydelser, se Nineveh.

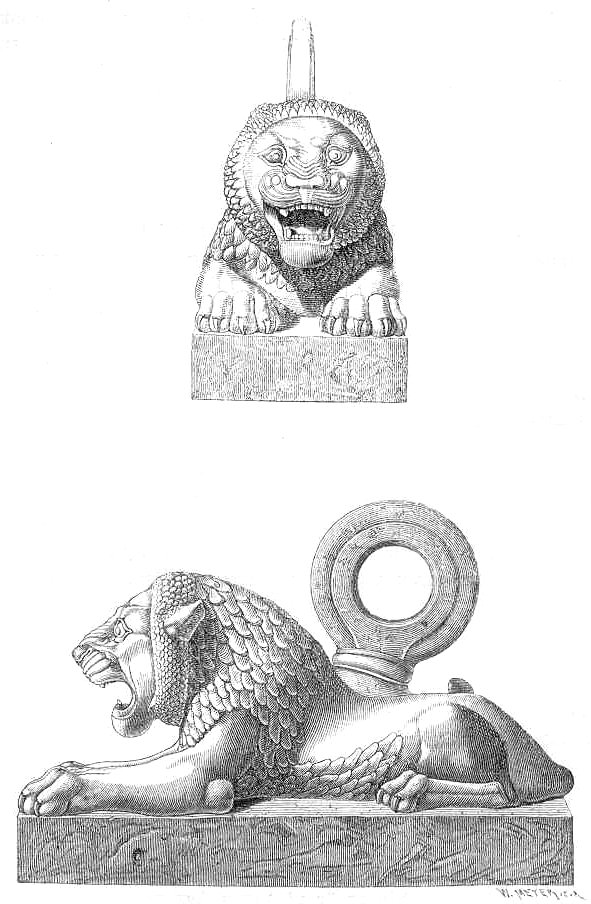
Bronslejon från Nineve.

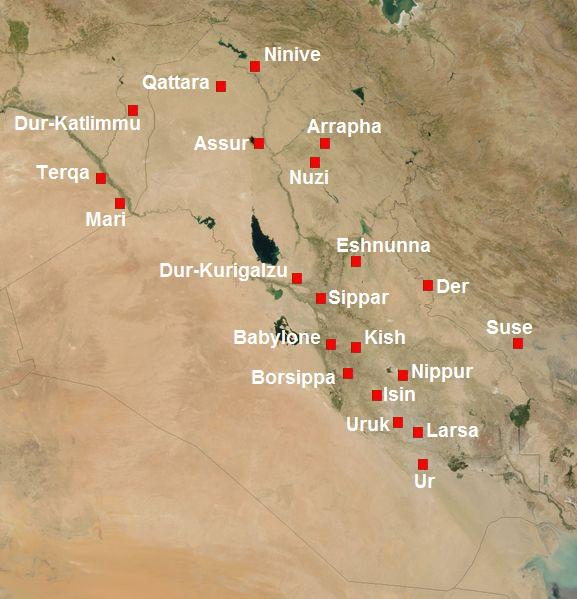
Mesopotamien 1000-talet f.Kr.

Nineve[uttal saknas], även Ninive,  (arameiska Ninua, Nina) var en forntida assyrisk stad i det gamla Mesopotamien, belägen på Tigris östra strand. Under en tid på 1000-talet f.Kr. var Nineve Assyriens huvudstad. Staden förstördes 612 f.Kr. av babylonier och meder och arkeologiska utgrävningar av ruinstaden har gjorts sedan mitten av 1800-talet. Platsen ligger idag som en enklav i storstaden Mosul i norra Irak. Nineve har även fått namnge en modern provins i norra Irak, Ninawa.

## Nineves tidiga historia
Nineve var bebott redan under fjärde årtusendet f.Kr. Fynd från Nineve har fått namnge en tidig kultur i norra Tigris-dalen, den så kallade Nineve-keramiken. I bevarade texter nämns staden första gången på akkadrikets tid omkring 2300 f.Kr.. 
Staden var ganska obetydlig under Assyriens första storhetstid och få fynd har gjorts från denna tid på platsen. I Amarnabreven från 1300-talet f.Kr. framgår att staden hade en betydelsefull kult av gudinnan Saushka/Ishtar då Nineve lydde under Mitanni-riket.

## Nineve blir Assyriens huvudstad
Det var först under det första årtusendet f.Kr. som Nineve utvecklades till en världsstad. Assyriens kung Sanherib (704-681 f.Kr.) gjorde Nineve till imperiets huvudstad. Hans palats "utan motstycke" utsmyckades med mängder av reliefer och stenskulpturer. Sanheribs sonson Assurbanipal anlade ett nytt praktfullt palats med ett stort bibliotek. I staden fanns tempel åt gudarna Sin, Nergal, Shamash, Ishtar och Nabu. Det var vid denna tid som den mäktiga ringmuren uppfördes runt staden, vilken omslöt ett område på 7 km². Staden var vid den här tiden Främre Orientens centrum och var troligen världens största stad med upp till 200 000 invånare. Floden Khosr, ett biflöde till Tigris, flöt genom staden, men för att tillgodose stadens behov av vatten uppfördes ett system av kanaler, dammar och akvedukter som förde färskvatten från bergen 40 km nordost om staden.

## Nineves fall och senare historia
Vid Assyriens fall när babylonier och meder gjorde uppror mot assyrierna förstördes Nineve 612 f.Kr. efter att ha hållit stånd i tre år och lades till stora delar i ruiner, något som inte hade varit möjligt om inte floden stigit kraftigt och förstört en del av den ca 30 meter höga och ca 15 meter tjocka stadsmuren. Som en obetydlig ort fanns Nineve kvar och var bebodd ännu på 1200-talet. Först genom Timur Lenks härjningar på 1400-talet torde platsen lagts helt öde. Numera återstår ett väldigt ruinfält. Den närbelägna staden Mosul blev Nineves efterföljare.

## Den arkeologiska upptäckten av Nineve
Nineve var känd i västerlandet genom Jona i Gamla Testamentet, och européerna började sina efterforskningar efter staden på 1840-talet. Den franska konsuln i det dåvarande osmanska rikets Mosul, Paul Botta, påbörjade de första skattsökningarna, och följdes därefter av den brittiska äventyraren Austen Henry Layard. En hel del fynd av reliefer och skulpturer från Sanheribs palats upptäcktes och dessa fördes till Louvren i Paris och British Museum i London. En av de viktigaste upptäckterna var Assurbanipalbiblioteket med tusentals lertavlor med kilskrifttexter med översatta verk från hela Mesopotamien däribland ett antal tavlor som innehöll Gilgamesheposet. Arkeologiska utgrävningar pågick sedan under 1900-talet av amerikanska, brittiska och irakiska arkeologer. Utgrävningar har främst genomförts på ruinkullarna Koyunjik och Nabi Yunus där stadens palats och tempel var belägna. Större delen av staden är fortfarande outgrävd.

## Nineve i Bibeln
Det berättas om Nineve i Jonas bok i Gamla Testamentet. Gud kallar Jona till profet för staden och ger honom i uppdrag att bege sig dit för att tala om för folket att Gud kommer att låta staden gå under om inte folket bättrar sig. Invånarna i Nineve lyssnar till Jonas ord och kungen (troligen Adad-nirari III) utlyser en fasta, ångrar det onda man gjort och tillber Gud. På grund av Nineves ånger låter Gud staden bestå.
Men ångern var tydligen inte djup nog att förändra folkets hjärtan. Därför kallar Gud Nahum och Sefanja att profetera stadens undergång en andra gång (cirka 200 år senare). Denna gång förstörs staden och därmed stormakten Assyrien (615 f.Kr.). Deras profetior återfinns även i Bibeln i profetböckerna Nahum och Sefanja.
Nineve omnämns även i, 1 Mos. 10:11, Sefanja 2:13-15 och Matt. 12:41, där Jesus nämner Nineve.